# Johannes Aisch

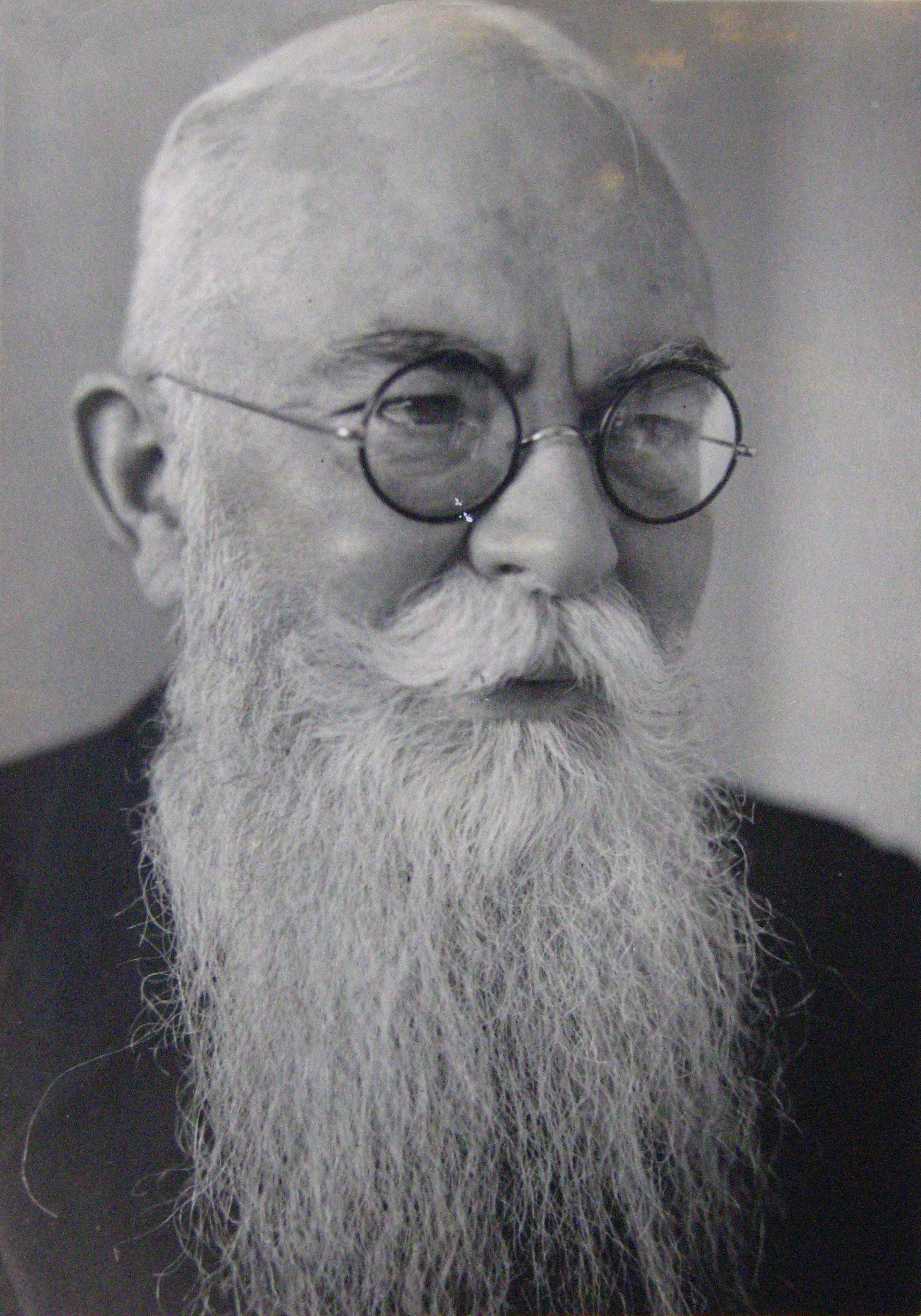
Pfarrer Johannes Aisch

Wilhelm August Johannes Aisch (* 19. März 1871 in Müllrose, Brandenburg; † 6. Mai 1939 in Frankfurt am Main) war ein deutscher evangelischer Pfarrer. In seiner Freizeit widmete er sich der Bienenzucht; in diesem Gebiet veröffentlichte er als Fachschriftsteller zahlreiche Artikel und Bücher und war des Weiteren Schriftleiter der Märkischen Bienen-Zeitung.

## Leben

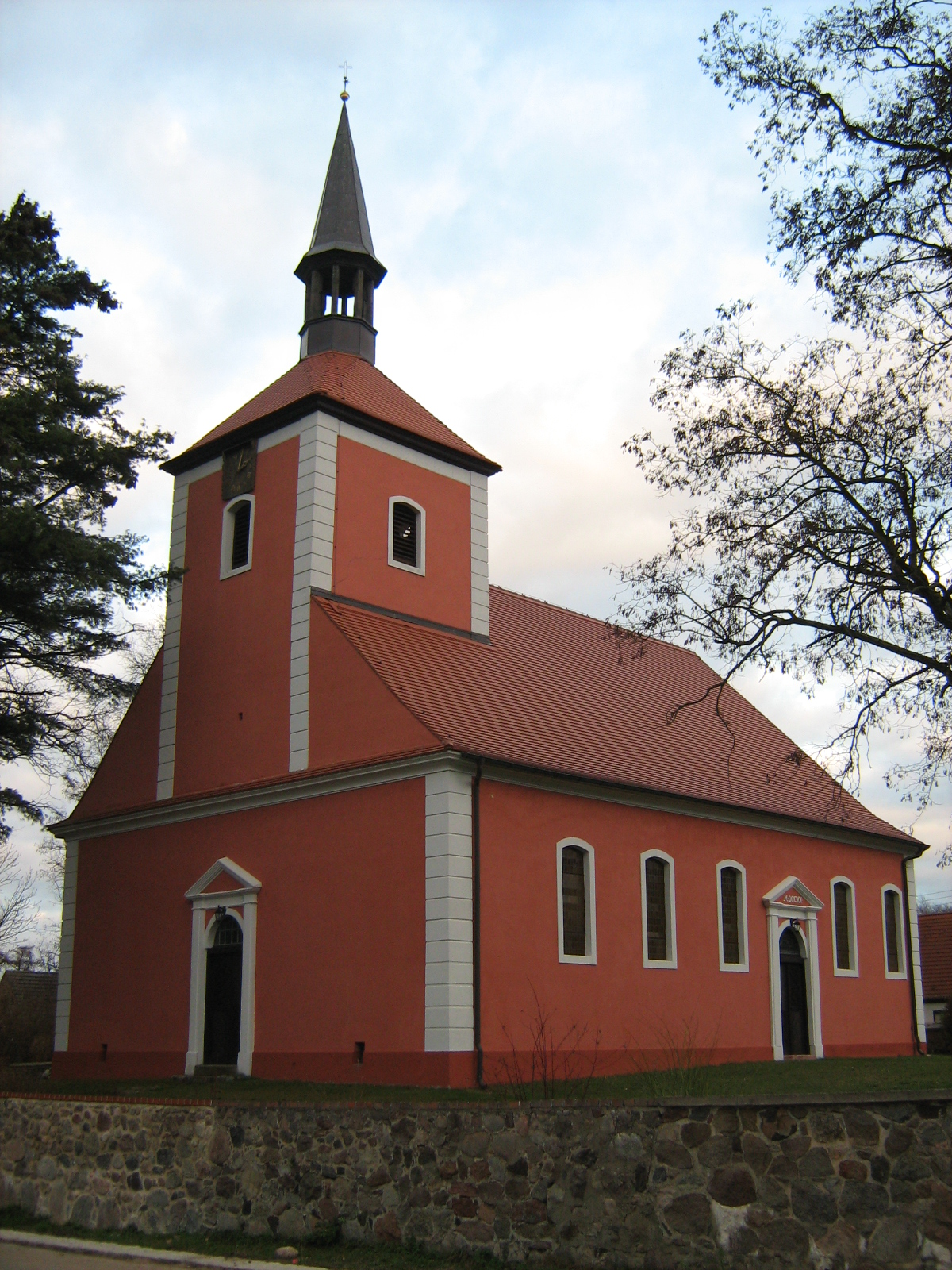
Krügersdorfer Kirche

Der im März 1871 im brandenburgischen Müllrose geborene Sohn des königlich preußischen Forstkassenrendanten August Friedrich Ewald Aisch und dessen Frau Marie Sophie Auguste, geb. Linder, besuchte die Volksschule in Müllrose und das Gymnasium in Frankfurt/Oder. Er studierte Theologie an den Universitäten Greifswald und Berlin. Nach der am 19. Oktober 1902 erhaltenen Ordination trat er im Dezember des Jahres seine erste Pfarrstelle in Krügersdorf bei Beeskow an. Am 2. Dezember 1902 heiratete er Frida Mühl, Tochter des königlichen Regierungs- und Forstrats Adolf Mühl (1834–1911) aus Frankfurt/Oder. Aus der Ehe gingen fünf Kinder hervor.

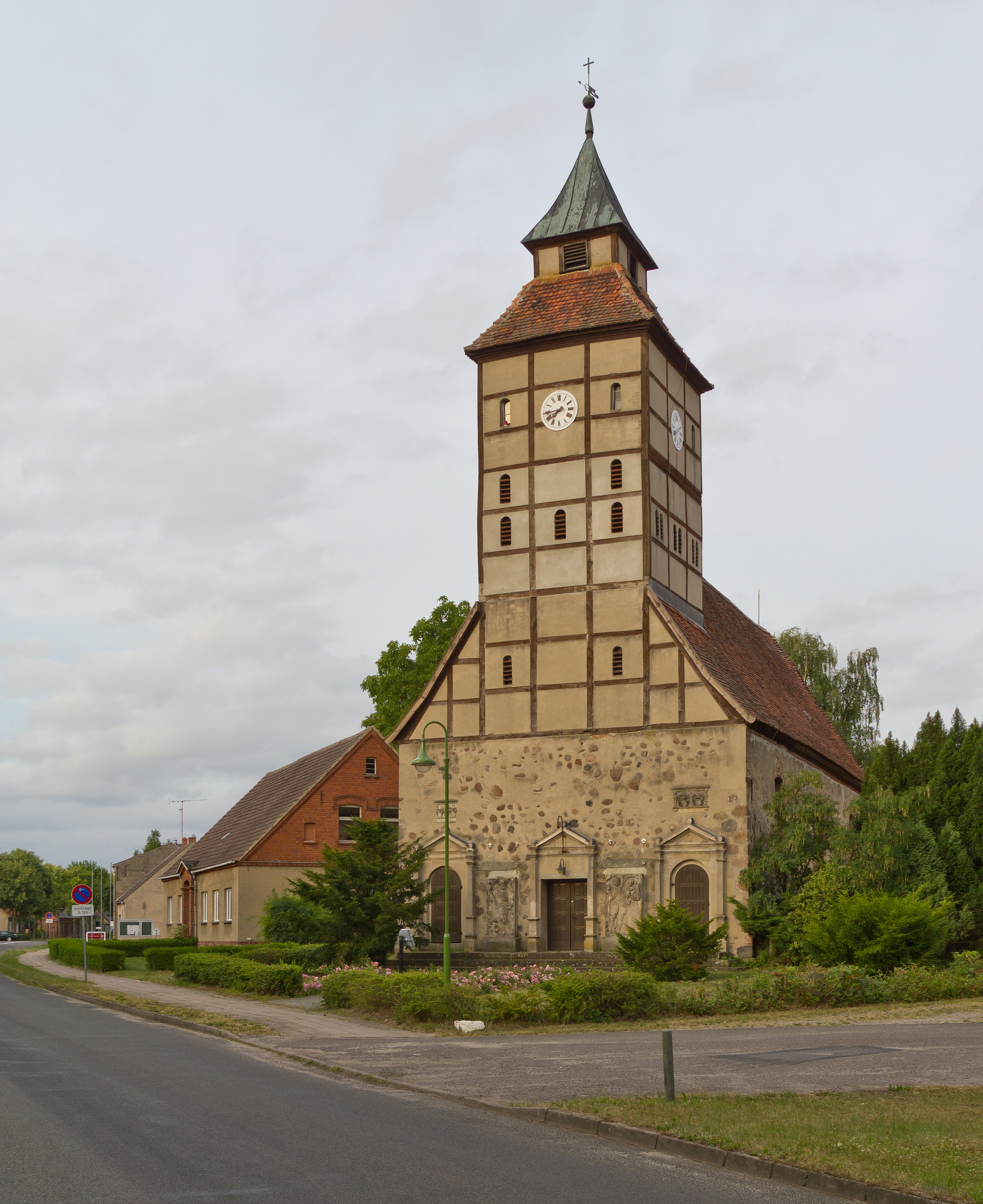
Kletzker Kirche

In Krügersdorf verfasste Aisch eine zweiteilige Chronik des Ortes, die handschriftlich vorliegt. Von der Krügersdorfer Gutsherrenwitwe erhielt er die Lehnbriefe zur Durcharbeitung ausgehändigt und gab sie im ersten Teil der Chronik als Abschrift wieder. Ohne diese Arbeit gäbe es heute keine Kenntnis von den Briefen der Jahre 1534, 1578, 1599, 1609 und 1620. Einige Liedtexte, die teilweise „viel nach dem Krieg 1870/71 gesungen“ wurden, sind ebenfalls enthalten, wie auch die Abschrift eines Schneeberger Dokuments von 1778. Den zweiten Teil, der zu seiner Zeit aktuelle Eintragungen ab 1907 enthielt, schloss Aisch mit den Worten: „Die nächste Visitation werde ich wohl kaum mehr in Krügersdorf erleben, denn ich bin zum 20.10.1912 präsentiert als Pfarrer von Kletzke, Diözese Perleberg.“

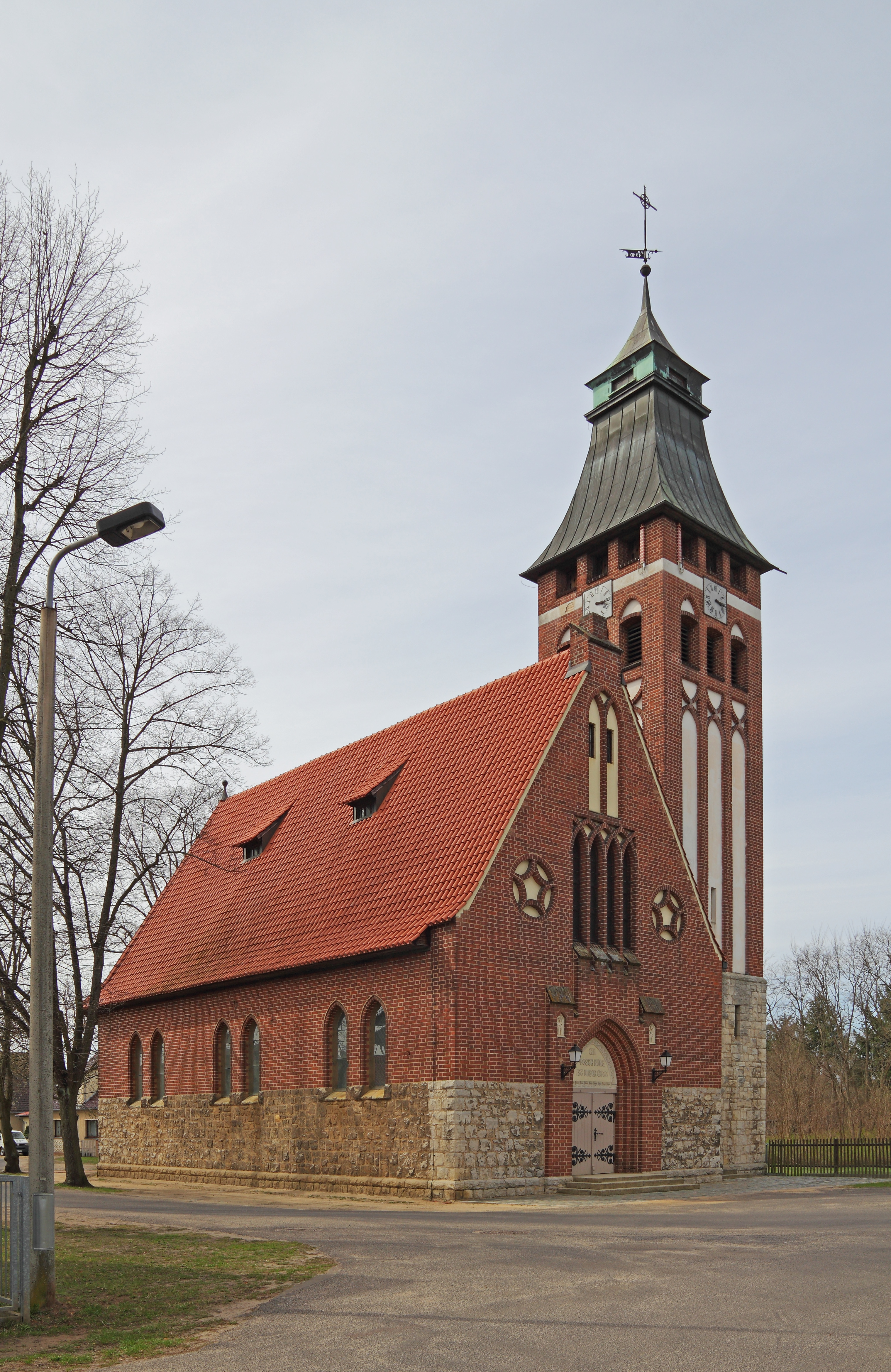
Ketschendorfer Kirche, heute Martin-Luther-Kirche Fürstenwalde

Seine Tätigkeit in Kletzke fiel nur sehr kurz aus, da er bereits 1915 die zum 1. April des Jahres neu geschaffene Pfarrstelle an der 1910 erbauten Kirche in Ketschendorf/Spree bei Fürstenwalde übernahm. An dieser dritten und letzten Pfarre wirkte Aisch bis zu seiner krankheitsbedingten Emeritierung am 1. April 1933. In Fürstenwalde war er Mitglied der Johannisloge Am rauhen Stein.
Seinen Lebensabend verbrachte Aisch im Herzbad Nauheim und ab 1938 in Frankfurt am Main, wo er 68-jährig am 6. Mai 1939 verstarb.

## Schriften
Unter Imkern war Aisch zeitgenössisch als Pfarrer Aisch bekannt und genoss einen guten Ruf. Gemeinsam mit Rektor Detlef Breiholz führte er eine innigere Verbindung des Imkerbundes mit der Deutschen Landwirtschafts-Gesellschaft herbei und erwarb sich große Verdienste als langjähriger Geschäftsführer der Wanderversammlung deutsch-österreichisch-ungarischer Bienenwirte. Der Nachruf in der Sächsischen Bienenzeitung schließt mit den Worten: „Pfarrer Aisch war auf dem Gebiete der Bienenzucht, besonders der Imkerorganisation, fleißig wie die Biene. Es sei ihm gedankt und soll ihm unvergessen sein!“
Zu seinen Veröffentlichungen zählen unter anderem:
- Bienenbuch für Anfänger, Verlag Trowitzsch K Sohn, Frankfurt (Oder) 1913.
- Wanderbüchlein. Eine Handreichung für kleine Imker, Verlag Theodor Fisher, 1922.
- Die deutsche Bienenzucht: ihr gegenwärtiger Stand und Massnahmen zu ihrer Förderung: Drei Berichte, Band 318, von Arbeiten der Deutschen Landwirtschafts-Gesellschaft, Autoren Johannes Aisch (Pfarrer), Bernhard Dahnke, F. Osenberg, Herausgeber Ludwig Armbruster, Verlag Deutsche Landwirtschafts-Gesellschaft, 1922
- Praktischer Wegweiser für Bienenzüchter, Band 36–37, Verlag E. Freyhoff, 1930
- Die lustige Bienenfiebel, Deutsche Landwerbung GmbH, Berlin 1935.

Seine Ehefrau Frida Aisch verwendete Honig als Zutat in vielen Speisen. Sie begann 1920 mit der Einsendung erster Rezepte an die Märkische Bienen-Zeitung und weitere Zeitschriften, später veröffentlichte sie das Buch Ich koche mit Honig. Auf der Grünen Woche 1929 erhielt sie eine Bronzemedaille; für ihr Koch- und Backbuch erhielt sie ein wertvolles Damast-Tuch von der Wanderversammlung.